# Metopius albipictus
Metopius albipictus là một loài tò vò trong họ Ichneumonidae.